# Abracadabra (singolo Steve Miller Band)
Abracadabra è un singolo del gruppo rock statunitense Steve Miller Band, pubblicato nel 1982 ed estratto dall'album omonimo.

## Tracce
- 7"

1. Abracadabra
2. Never Say No

## Classifiche

### Classifiche settimanali
| Classifica (1982)                | Posizione massima |
| -------------------------------- | ----------------- |
| Australia                        | 1                 |
| Austria                          | 1                 |
| Belgio (Fiandre)                 | 2                 |
| Canada                           | 1                 |
| Finlandia                        | 4                 |
| Germania                         | 2                 |
| Irlanda                          | 2                 |
| Italia                           | 26                |
| Norvegia                         | 4                 |
| Nuova Zelanda                    | 8                 |
| Paesi Bassi                      | 26                |
| Regno Unito                      | 2                 |
| Spagna                           | 1                 |
| Stati Uniti                      | 1                 |
| Stati Uniti (adult contemporary) | 28                |
| Stati Uniti (dance club)         | 14                |
| Stati Uniti (mainstream rock)    | 4                 |
| Stati Uniti (R&B)                | 26                |
| Sudafrica                        | 2                 |
| Svezia                           | 1                 |
| Svizzera                         | 1                 |

### Classifiche di fine anno
| Classifica (1982) | Posizione |
| ----------------- | --------- |
| Australia         | 13        |
| Austria           | 16        |
| Belgio (Fiandre)  | 15        |
| Canada            | 5         |
| Germania          | 32        |
| Nuova Zelanda     | 50        |
| Regno Unito       | 28        |
| Stati Uniti       | 9         |
| Sudafrica         | 17        |
| Svizzera          | 9         |

### Classifiche di fine decennio
| Classifica (1980-89) | Posizione |
| -------------------- | --------- |
| Stati Uniti          | 17        |

## Cover
Il gruppo Sugar Ray ha realizzato una cover del brano per l'album 14:59 (1999).

## Altri utilizzi
Nel 2024 Eminem ha campionato il brano nel suo singolo Houdini.